# Presidencialisme

Els estats amb sistemes presidencialistes es mostren en blau

Un sistema presidencial, sistema congressual o presidencialisme, és un sistema de govern d'una república parlamentària en què la branca executiva s'elegeix de manera separada de la branca legislativa. El sistema es fonamenta en la separació entre el poder executiu i el poder legislatiu en el qual el president de la república, elegit directament pels ciutadans i responsable davant d’ells de la seva gestió, és alhora el cap de l’estat i el cap del govern.
La Constitució dels Estats Units és reconeguda com el primer document oficial que descriu el sistema presidencialista modern, encara vigent.
La característica més important del sistema presidencialista és la manera en què el poder executiu, sovint anomenat "president" n'és elegit. Les característiques dels sistemes presidencialistes són:
- El president és alhora cap d'Estat i cap de govern.
- No hi ha cap relació formal entre el president i el cos legislatiu. El president no n'és un membre del poder legislatiu i la seva capacitat per proposar lleis és limitada. No obstant això, el president té el poder per vetar els actes aprovats pel cos legislatiu i, al seu torn, una majoria qualificada del cos legislatiu té el poder d'anul·lar el vet presidencial.[3]
- El president té un període fix de govern. Les eleccions o reeleccions es realitzen en temps predeterminats, i no existeix el concepte de "moció de censura" per cessar l'executiu i convocar eleccions. No obstant això, la majoria dels sistemes presidencialistes han incorporat provisions a les lleis per realitzar judicis presidencials amb la finalitat de fer cessar el president si ha comès un crim.[3]
- La branca executiva és unipersonal. Els membres del gabinet són seleccionats pel president, si bé en alguns estats amb sistemes presidencialistes el cos legislatiu ha de donar l'aprovació als membres del gabinet. El president té la capacitat de donar ordres executives o fer cessar qualsevol membre del gabinet i de l'exèrcit sense l'aprovació del cos legislatiu, però no pot fer cessar els membres del cos judicial.

La branca legislativa dels sistemes presidencialistes és oficialment coneguda com a "Congrés" o "Assemblea". Alguns estats presidencialistes són: els Estats Units, Indonèsia, les Filipines, Mèxic, Corea del Sud i la majoria dels estats d'Amèrica del Sud.

## Sistema presidencialista als Estats Units
Els Estats Units són un exemple paradigmàtic de sistema presidencialista i de la separació de poders. El sistema va ser establert a la Constitució, redactada en 1787 i ratificada en 1789. La constitució estatunidenca estableix un sistema federal que distribueix el poder del govern entre l'estat (nivell nacional) i els 50 estats (nivell local). A nivell nacional, les tres principals institucions són:
- Presidència (poder executiu)
- Congrés (poder legislatiu: Cambra de representants i Senat)
- Tribunal Suprem (màxim poder judicial del país)

Els principals arquitectes d'aquest sistema tenien com a objectiu que cap d'aquest poders dominés sobre els altres. Per aquest motiu, van dotar a cadascun d'ells determinades facultats per controlar o contrapesar l'autoritat dels altres. Es l'anomenat sistema de separació de poders i "control i equilibris".

### Influències filosòfiques del sistema presidencialista

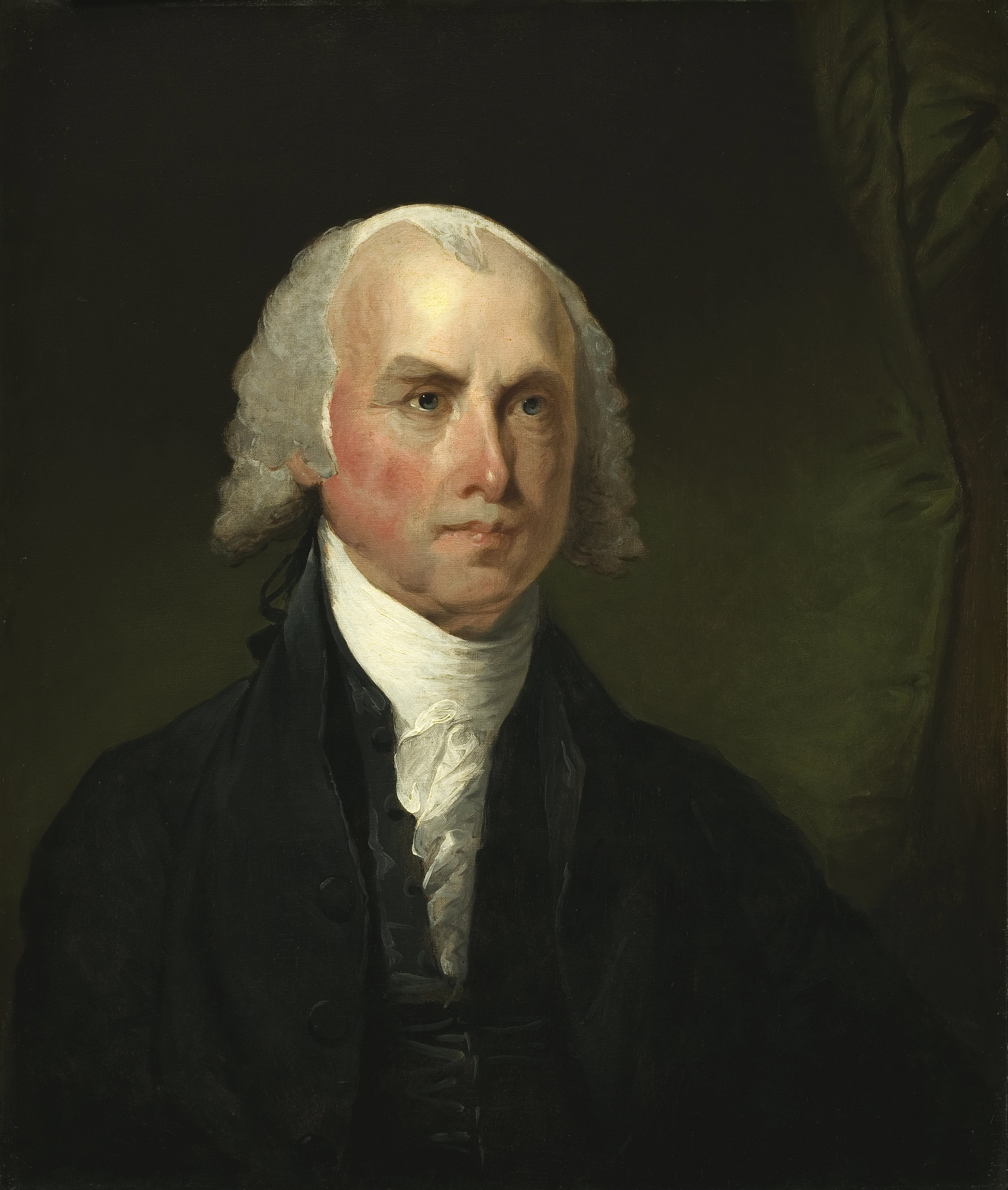
James Madison

Els atemptats contra la independència de les opinions religioses van poblar Amèrica del Nord. Els ciutadans que van fugir d'Europa cercaven asil als Estats Units pel seu pensament heterodox. Així, les primeres colònies nord-americanes van nodrir-se d'una amalgama de corrents religiosos (puritans, quàquers, catòlics o presbiterians). Altrament, les primeres colònies van obtenir el dret d'organitzar les seves pròpies assemblees i aprovar impostos, mentre que el rei d'Anglaterra es reservava el dret de nomenar els governadors.
En aquest context, van ser l'individualisme i la idea del "self-government" (autogovern) els principis amb els quals es van constituir les primeres colònies. James Madison va ser un dels gran defensors de la llibertat religiosa i de la separació entre l'Estat i la religió. Ell i altres pares fundadors van inspirar-se en l'obra d'Aristòtil, qui creia que la millor Constitució requeria una combinació de govern de l'elit i de ciutadans responsables. Amb tot, Aristòtil desconfiava en la democràcia electoral de masses, doncs temia que degenerés en el govern de les turbes ("El govern de molts no és una bona cosa; millor que governi un de sol"). Una altra important influència del sistema de poder estatunidenc va ser la del filòsof francès Montesquieu. A la seva obra "L'esperit de les lleis" defensa una clara separació dels tres poders (executiu, legislatiu i judicial) amb l'objectiu que els representants d'aquests poders mai no fossin els mateixos. D'aquesta manera, s'hi reduïen les possibilitats d'abús de poder. Va ser el mateix James Madison qui va preparar un treball comparatiu les diferents formes de govern per a la celebració de Convenció Constitucional de Filadèlfia de 1787. En aquest treball, el seu enfocament va ser l'establiment d'un govern nacional basat en la divisió de poders que eliminés una potencial "tirania de les assemblees".

### Debat constitucional. Federalistes i Antifederalistes
L'any 1787, un total de 55 delegats es van reunir a la Convenció de Filadèlfia per tal de revisar l'articulat de la Confederació que funcionava des de 1781. James Madison va proposar la creació d'un nou govern nacional amb l'anomenat "pla Virgínia". Les posteriors discussions sobre la forma d'estat, el tipus de representació i les relacions entre les diferents branques de govern, van fer que la Convenció esdevingués la llavor de la qual naixeria la Constitució dels Estats Units.
Dos grans corrents de pensament van apropiar-se del debat: els federalistes (també anomenats nacionalistes) i els antifederalistes. El principals representants dels primers van ser James Madison, John Adams, Alexander Hamilton i John Jay. Entre els antifederalistes, hi destaquen Samuel Adams, John Hancock, Thomas Jefferson i Patrick Henry.
Els federalistes desitjaven un govern central fort amb la sobirania del "tot sobre les parts". Per la seva banda, els antifederalistes ambicionaven una autonomia ferma dels estats i la sobirania de "les parts sobre el tot". Malgrat les seves diferències, els dos grups compartien una idea comuna: la futura Constitució hauria de ser un instrument per poder exercir els drets individuals. Els federalistes van tenir més força per imposar els seus arguments i aconseguir el quòrum necessari. Tanmateix, van haver de consentir modificacions als seus plantejaments, acceptant les primeres esmenes que es van afegir al text constitucional el 1791 amb el nom de "Declaració de Drets" (Bill of Rights). James Madison, un dels principals federalistes, apostava per una república amb govern representatiu amb "controls i equilibris" (checks and balances). El control efectiu del poder és l'eix sobre el qual pivotava el discurs d'en Madison. Així, una de les modificacions constitucionals que van actuar com a filtre per limitar el poder va ser l'elecció del President a través d'un col·legi electoral. Amb tot, el corrent antifederalista, contrari a la proposta constitucional, encara era molt reticent al text, doncs molts ciutadans guardaven record de l'abús de poder del parlament de Londres. Per poder aconseguir els vots decisius dels estats de Virgínia i Nova York, els federalistes van haver d'acceptar la inclusió de l'esmentada Declaració de Drets a la Constitució. James Madison va examinar les diferents cartes de drets recollides en les constitucions dels estats i, per mandat del congrés, elaborà les primeres deu esmenes constitucionals, tot inspirant-se en la feina de George Mason al 1776, quan aquest últim redactà la Constitució del l'Estat de Virgínia.

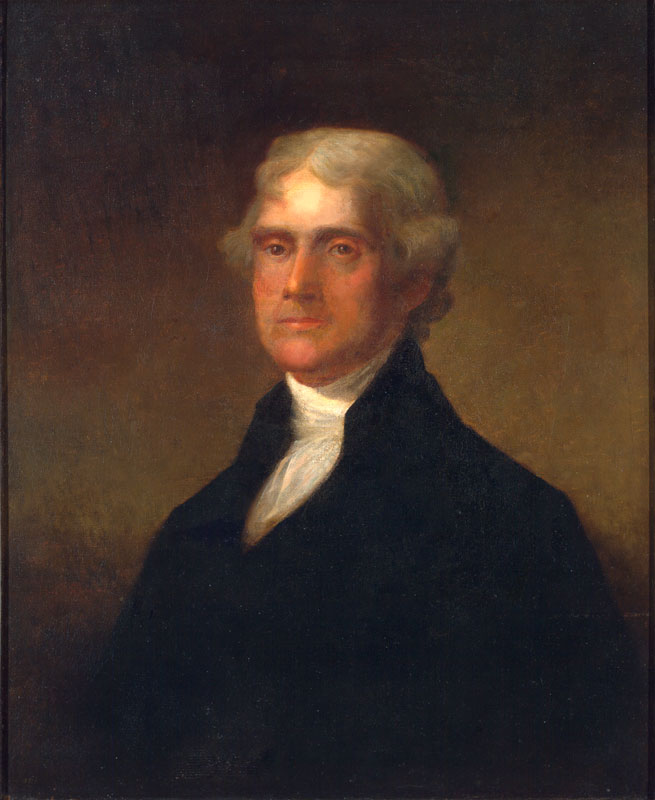
Thomas Jefferson

Al grup dels antifederalistes va destacar Thomas Jefferson, qui va ser governador de Virginia i, posteriorment, President dels Estats Units de 1801 a 1809. La seva idea de la democràcia s'assentava en un govern lliure i equilibrat i en una gran descentralització del poder amb un fort autogovern dels Estats. Aquest enfocament en què predominava el pes del món local va ser una constant en el seu pensament i els seus escrits. Va subratllar que les virtuts socials provenien de la terra i el treball, i va defensar els valors agraris i els petits grangers, als quals anomenava "el poble escollit per Déu". Aquesta visió d'una república descentralitzada, amb el poder dominant del Estats i dels valors de l'individu, va fer d'en Jefferson un dels defensors acèrrims de la inclusió de la Declaració de Drets a la Constitució.

### Monarquia o República Presidencialista

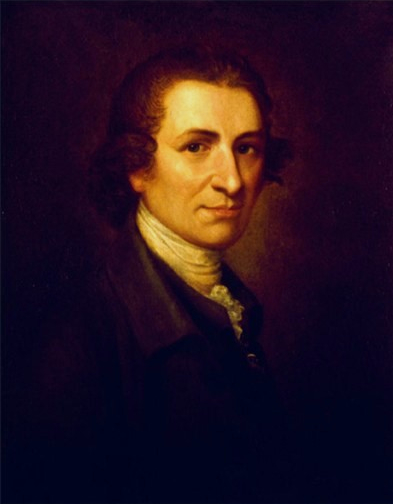
Thomas Paine

Thomas Paine va ser un dels grans pensadors de la Revolució Americana i un antimonàrquic convençut. Amb el seu fullet Common Sense (Sentit Comú) cristal·litzà el sentiment dels americans per la causa de la independència, subratllà la igualtat de drets de tots els ciutadans i la superioritat del govern republicà sobre la monarquia hereditària (Paine va definir com "bandoler coronat" al rei Jordi III d'Anglaterra). En la seva obra Els drets del l'home, afirmava que tots els homes naixien iguals i que la forma monàrquica atemptava contra la dignitat humana. La monarquia era una forma de govern per sobre del poble i, per Paine, no podia haver-hi altre monarca que la llei sorgida de la voluntat popular. De la monarquia anglesa arribà a va dir que era un "govern bàrbar" que separava als homes en "reis i súbdits".
Amb tot, alguns del participants en la Convenció havien valorat la possibilitat que els Estats Units esdevinguessin una monarquia o, si més no, un sistema semblant al britànic. Un d'ells va ser John Adams, qui al 1775 va arribar a dir que "La monarquia és la forma de govern més amable i més de moda... Per la meva part, però, tinc tant mal gust que prefereixo una república". No obstant això, John Adams tenia un marcat pessimisme purità respecte la natura humana que, juntament al temor a un govern de la plebs, el van inclinar a una defensa del sistema de govern anglès de dues branques hereditàries i una de popular. De fet, en la Convenció va exposar la necessitat que l'aristocràcia i el poble tinguessin, cadascun d'ells, una cambra legislativa per tal de trobar un equilibri. Un cas similar va ser el del federalista i anglòfil Alexander Hamilton, qui durant la Convenció s'havia inclinat per la creació d'una monarquia a l'estil de la d'Anglaterra. Al capdavall, veient que no era possible, Hamilton va proposar que el poder executiu descansés sobre un president amb càrrec vitalici i poders amplis. Aquesta proposta va ser també rebutjada per la Convenció.

### Característiques del sistema presidencialista estatunidenc
- El President o Presidenta i el Congrés és elegit per separat. El President (i també el vicepresident) és elegit pel col·legi electoral que, en la pràctica, són els votants dels 50 estats federats. Les dues cambres del Congrés (El Senat i la Cambra de Representants) són també elegides pels votants. Al sistema estatunidenc, doncs, el Congrés no elegeix el President. Tanmateix, els membres del Congrés poden votar per destituir el President en cas que hagi comès "greus delictes". Aquest procés és anomenat "impeachment" (acusació).[3]
- L'elaboració de les lleis depèn d'un equilibri entre el Congrés i el President. En la pràctica, només els membres del Congrés poden proposar projectes de llei. Per la seva banda, les propostes legislatives que faci el President són sotmeses al Congrés a través de membres que actuen en el seu nom. Les lleis resten promulgades quan el Congrés les aprova per majoria i el President les signa. Amb tot, el President té dret a vetar les lleis del Congrés, si bé el Congrés port invalidar el veto del President amb una majoria de dos terços.
- Els membres del Tribunal Suprem són seleccionats pel President, previ informe favorable del Senat.
- El Tribunal Suprem pot anular les lleis que són inconstitucionals. Ara bé, el President, el Congrés i els Estats –actuant conjuntament–, poden ignorar les decisions del Tribunal Suprem. Si el Tribunal anul·la una llei per la seva inconstitucionalitat, es pot esmenar la Constitució. Les esmenes constitucionals requereixen el vot de dos terços d'ambdues cambres del Congrés i l'aprovació de tres quartes parts dels Estats federats a través de les seves cambres legislatives.

### Avantatges i inconvenients del sistema
L'avantatge més rellevant és que cap dels tres poders (President, Congrés i Tribunal Suprem) poden controlar per si mateixos el govern del país. El principal inconvenient del sistema de "controls i equilibris" és la seva capacitat de bloqueig institucional si hi ha un govern dividit. Aquesta situació s'hi pot donar quan el President és d'un partit diferent a la majoria del Congrés (demòcrata i republicana, o viceversa). Si ambdues parts no arriben a acords, l'aprovació de les lleis o els nomenaments pel Tribunal Suprem poden esdevenir impossibles. D'altra banda, alguns autors valoren aquest disseny constitucional perquè estimula i obliga a la cerca d'acords entre les parts. James Madison compartia aquesta idea, doncs preferia un procés legislatiu lent i deliberat que un procés ràpid i irreflexiu.